# Omaha (Texas)
Omaha è un comune (city) degli Stati Uniti d'America della contea di Morris nello Stato del Texas. La popolazione era di 1.021 abitanti al censimento del 2010.

## Geografia fisica
Omaha è situata a 33°11′N 94°45′W (33.1816, -94.7422).
Secondo lo United States Census Bureau, la città ha una superficie totale di 3,78 km², dei quali 3,76 km² di territorio e 0,02 km² di acque interne (0,62% del totale).

## Società

### Evoluzione demografica
Secondo il censimento del 2010, la popolazione era di 1.021 abitanti.

### Etnie e minoranze straniere
Secondo il censimento del 2010, la composizione etnica della città era formata dal 77,18% di bianchi, il 15,77% di afroamericani, lo 0,49% di nativi americani, lo 0,69% di asiatici, lo 0% di oceanici, il 3,33% di altre razze, e il 2,55% di due o più etnie. Ispanici o latinos di qualunque razza erano il 6,17% della popolazione.